# シグナルプログラミング
シグナルプログラミングは、しばしばイベント駆動型プログラミングと同じ意味で使用される。
「シグナル」という用語は、Qt、GTK、libsigc++のようなライブラリのドキュメントで、「イベント」という用語の代わりに使われる。
しかし、「シグナル」は非同期なイベント待ちにも利用されるものの、むしろ同期のイベントを示すのにしばしば使われるようである。
同期シグナルプログラミングのための別の(より科学的な)名前はObserver パターンである。
また、シグナルプログラミングも狭い意味でSIGSEGVやSIGTERMなどのUnixシグナルでプログラムを作るのにも使われている。ちなみにUnixシグナルは非同期である。